# Tallinsudden
La réserve naturelle Tallinsudden (en suédois Tallinsudden) est une réserve naturelle située dans l'archipel de Luleå, comté de Norrbotten, au nord de la Suède.

## Description
La zone naturelle est protégée depuis 2018 et s'étend sur presque 1 kilomètre carré.
La réserve est située sur la rive sud-ouest de l'île de Sandön.
La réserve se compose de bruyères de pins et de plages de sable.

## La forêt
La réserve a été créée principalement pour préserver le vestige de l'ancienne forêt de pins qui poussait auparavant sur la majeure partie de l'île.
Les forêts de pins plus anciennes sur sol sableux méritent particulièrement d'être protégées car elles sont désormais rares dans tout le pays.
À l'exception de quelques petites parties qui ont été abattues ces derniers temps, la forêt de la réserve a été exploitée de manière très douce et les terres ont été boisées pendant plusieurs centaines d'années.
La réserve a été façonnée par des incendies récurrents qui ont créé de nouvelles générations de pins dont le plus ancien a environ 300 ans.
La plus jeune génération a environ 100 ans.
En 1908, un incendie s'est déclaré dans la scierie de l'île voisine d'Altappen et l'incendie s'est propagé à certaines parties de Sandön.
Au fil des années, des arbres morts ont été abattus, mais ici et là quelques pins argentés bruts rappellent ce qui a été.

## La plage
Dans la partie ouest de la réserve se trouve une large plage de sable.
La moitié sud de la plage est plus étroite et dans cette partie se trouvent trois maisons de vacances.